# Lithacodia tineodes
Lithacodia tineodes är en fjärilsart som beskrevs av Hüfnagel 1767. Lithacodia tineodes ingår i släktet Lithacodia och familjen nattflyn. Inga underarter finns listade i Catalogue of Life.